# Индая
Индая (Indaya) е културен герой от митологията на африканското племе хадзапи, обитаващо териториите край езерото Еяси в Северна Танзания. Той е първият човек, който се връща след смъртта си и става първият върховен вожд на всички хадзапи. По заповед на Ишоко всеки трябвало да бъде погребан след смъртта си, а ако близките му искат да се срещнат с него, могат да направят това като отидат при племето исанзу, при които живеят всички хадзапи след смъртта си. Ако имат желание, могат да доведат обратно у дома починалия близък човек.
Така след смъртта си Индая се озовал в страната на исанзу, които го посрещнали радушно, подарили му бяло-червена огърлица, седефени плочици и раковини каури. Веднъж обаче, при него се появил Ишоко и му съобщил, че повече не желае мъртвите да продължават живота си. Ишоко пратил Индая в страната на хадзапите да им съобщи за промяната и по него им изпратил много полезни вещи и знания. Едно от нещата, които Индая предал на племето си, бил свещеният танц епембе. За неговото изпълнение носел ветрило от щраусови пера и малък ударен музикален инстумент, подобен на тиква. Според Ишоко след изпълнението на този танц богатият лов бил осигурен за мъжете. Индая предал и поръката на Ишоко за разпределението на месото между мъжете и жените. Мъжете трябвало да се хранят в саваните, а жените и децата – в селището.
Индая получил от Ишоко и донесъл отрова за стрелите на хадзапите и познанието как и от кои растения да я приготвят. Предал на племето лък, стрели и обучил мъжете да стрелят с тях. А за жените донесъл глинен съд за готвене.